# Il dito più veloce del West
Il dito più veloce del West (Support Your Local Sheriff!) è un film statunitense del 1969 diretto da Burt Kennedy.
Si tratta un  western comico, una parodia dello scenario spesse volte messo in scena dell'iconico nuovo arrivato che riesce a domare un'anarchica cittadina di frontiera.

## Trama
Una cittadina di frontiera del vecchio West nasce quasi letteralmente durante la notte, quando la goffa testa calda Prudy Perkins scopre l'oro in una tomba durante un funerale. Suo padre Olly diventa sindaco del nuovo insediamento. Lui e gli altri membri del consiglio comunale deplorano il fatto che il luogo sia diventato un giro di perenni ubriachi incontrollabili, e che per spedire tutto l'oro che estraggono dalle miniere, debbano pagare una tassa pesante ai Danbys, una famiglia di cowboy / banditi che controllano l'unica strada che esce dalla città. La maggior parte della gente è troppo presa a scavare per assumere l'incarico di sceriffo e coloro che sono disposti a mettere giù la loro pala muoiono rapidamente.
Tutto questo cambia con l'arrivo nella cittadina di Jason McCullough, un uomo calmo e competente che viene dall'est e che dice di essere di passaggio per la cittadina nel suo viaggio verso l'Australia. Mentre si trova nella taverna locale vede il giovane Joe Danby che fa fuori con la pistola un uomo. Bisognoso di soldi dopo aver scoperto il tasso d'inflazione che rovina la cittadina, McCullough dimostra al sindaco e al consiglio comunale la sua sconcertante abilità con le armi da fuoco e diventa il nuovo sceriffo. Mette subito fine ad una rissa di strada e, mentre sta nella casa Perkins, incontra Prudy nella circostanza molto imbarazzante nella quale lei si trova. McCullough poi arresta Joe e lo mette nel carcere della cittadina, ove vi è tutto ciò che di cui uno sceriffo può aver bisogno - ad eccezione di sbarre di ferro per le porte delle celle e per le finestre. McCullough tiene il non troppo brillante Joe imprigionato con una riga di gesso, alcune sbavature di colore rosso e psicologia applicata.
Nel frattempo McCullough si procura un deputato in qualche modo disposto ad aiutarlo: si tratta dell'estremamente trasandato Jake, che non era null'altro che la persona più eccentrica della cittadina. L'arresto accende l'ira del patriarca della famiglia Danby; infatti mentre il resto della cittadinanza si acquieta immediatamente sotto la giurisdizione di McCullough, Papà Danby cerca in svariati modi di ottenere la scarcerazione di Joe. Non ci riesce in alcun modo e perciò convoca una serie di mercenari, i quali ugualmente ci provano ma senza successo. Nel frattempo, Prudy litiga romanticamente con McCullough; McCullough e Jake vanno alla ricerca di oro senza alcun successo e, con grande sollievo di Joe, le sbarre sono finalmente installate nel carcere.
Papà Danby convoca decine dei suoi parenti per lanciare un assalto. Il primo impulso dello sceriffo è quello di lasciare la cittadina e riprendere il suo viaggio per l'Australia, ma quando Prudy esprime la sua sincera approvazione per questa idea sensata, lui annuncia che suona vile e decide di rimanere. Il resto dei cittadini esprime disapprovazione per il suo nuovo piano e vota ufficialmente di non contribuire in alcun modo. Così l'assalto dei Danby è affrontato dai soli McCullough, Jake e Prudy. Dopo una lunga sparatoria, McCullough cerca di ingannare tutti usando Joe come ostaggio legato davanti al cannone montato nel centro della cittadina. Mentre tutti i Danby sono in marcia verso la prigione, il cannone spara per sbaglio, distruggendo il bordello della città e sparpagliando le prostitute che vi abitano assieme ai capi della cittadina che vi erano in visita. McCullough fa pace con i cittadini, si fidanza con Prudy e se la porta a casa. In un monologo di chiusura, Jake informa direttamente il pubblico che si sposano e McCullough continua a diventare governatore dello stato, mentre lui, Jake, diventa sceriffo e quindi "uno dei personaggi più amati nel folklore occidentale".

## Produzione
Il nome della cittadina è Calendario, anche se questo è menzionato solo una volta nel film. Lo Stato è il Colorado, ma questo si apprende solo dal trailer del film.

## Influenze
Il personaggio di Walter Brennan in Sceriffo  è molto simile a quella che interpretò nel western del 1946 Sfida infernale,  al punto che potrebbe considerarsi un'auto-parodia. Inoltre ci sono analogie con la trama del film Un dollaro d'onore  - in cui Brennan è co-protagonista con John Wayne e Dean Martin.
Il bordello della cittadina si chiama La Casa di Madame Orr. A parte il manifesto gioco di parole con "puttana" (inglese whore), il nome probabilmente vuole essere anche un riferimento denigratorio a William T. Orr, uno dei dirigenti della Warner Bros. Infatti James Garner si era scontrato in precedenza con questi nella produzione della serie televisiva Maverick; Garner si licenziò dalla serie e con successo intentò causa allo studio per rescindere il suo contratto.
La "prova" dell'abilità con armi da fuoco di Garner si ha quando spara un proiettile attraverso il buco di una rondella. «Vedi? Ci passò pulito. Neanche un segno.» La scena è una parodia di quella nel film Winchester '73 dove James Stewart colpisce una moneta lanciata in aria. Questo non era un trucco o effetto speciale - un cecchino lo ha fatto veramente sulla scena.

## Sequel
James Garner, Jack Elam, Harry Morgan, Henry Jones, Kathleen Freeman, Willis Bouchey, Walter Burke, Gene Evans e Dick Haymes girarono successivamente L'infallibile pistolero strabico  nel 1971. Pur non essendo letteralmente un sequel, la trama presenta molte analogie: il personaggio dello straniero interpretato da Garner capita in una cittadina senza legge, la doma superando in astuzia la gente del posto con "l'aiuto" dello sfortunato personaggio di spalla interpretato da Jack Elam, e sposa l'agguerrita, ricca figlia del personaggio di Harry Morgan, Patience (Suzanne Pleshette).